# Харон (міфологія)

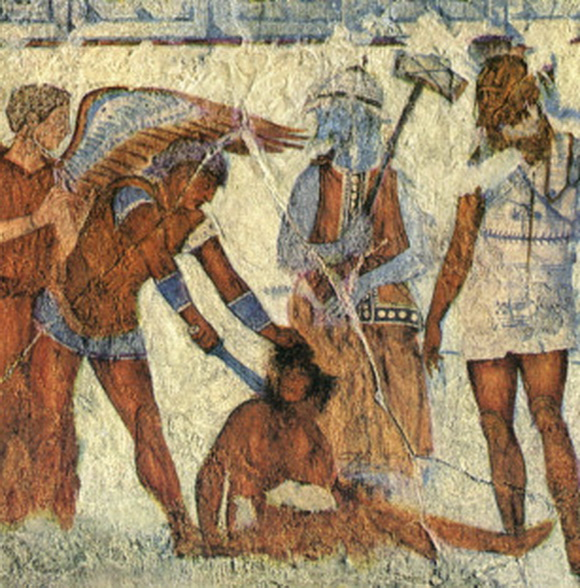
Невідомий етруський художник. «Харон з молотом для добивання жертви». Стінопис у похованні етруської родини у Вульчі (поховання Франсуа), стінопис 4 ст. до н. е.

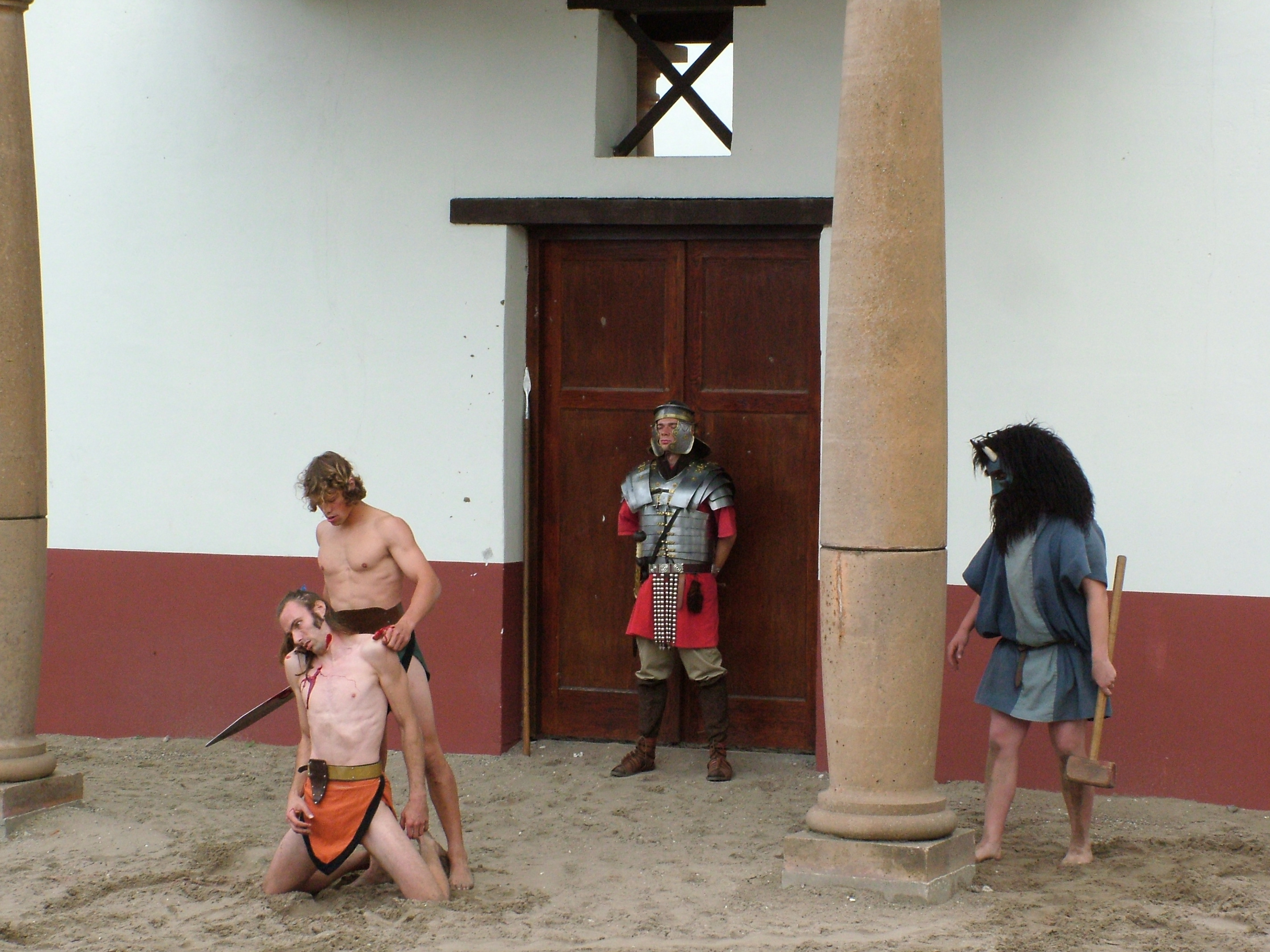
«Харон з молотом для добивання жертви». Сцена з вистави про смерть гладіатора

Харо́н (грец. Χάρων) — у давньогрецькій міфології син Ереба й Ночі (варіант: німфи Стікс), перевізник померлих у царство Аїда.

## Походження імені
Більшість схильна вважати, що ім'я міфічного персонажа χάρων (харон) пов'язане з формою, що побутувала у поезії (χαρωπός) і перекладалась як особа із гострим зором, неприємним поглядом. Походження міфічного персонажа було невідоме і грекам. Так, Діодор Сицилійський (бл. 90-30 рр. до н.е) вважав, що Харон мав давньоєгипетське походження.

## Інші тлумачення образу
Уперше згадується в Павсанія. Найвідомішим Харон став в епоху афінського театру. Античні драматурги зображували його похмурим дідом, який у підземному царстві перевозив човном душі померлих через річки Стікс та Ахеронт. Вважалося, що Харон сердився на тих, хто не платив йому за перевіз, тому померлим клали в рот монету. Вергілій зображує Харона брудним, сивоволосим дідом з блискучими очима, з жердиною в руках. Міфологи вважають, що цей образ узято з якоїсь іншої релігії, можливо, з давньоєгипетської, або етруської. У Данте Харон — біс. Образ зустрічається також в живописі й літературі нового часу. Переносно вислів «піти до Харона» означає «померти».

## Функції персонажа
Харона уявляли у подобі неохайного старого з брудним червоним плащем і неприємним поглядом. Він перевозив душі померлих у підземне царство річками Стікс чи Ахерон. За перевезення Харон вимагав платню (тобто навлон) у один обол. Аби не гнівати перевізника, родичі померлого клали до рота небіжчика відповідну монетку. Харон перевозив лише душі тих померлих, чиї кістки були поховані у могилах. Вважали, що безжального Харона неможливо було умовити і він перевозив тільки у один бік — у царство померлих.

## У давньоримському театрі

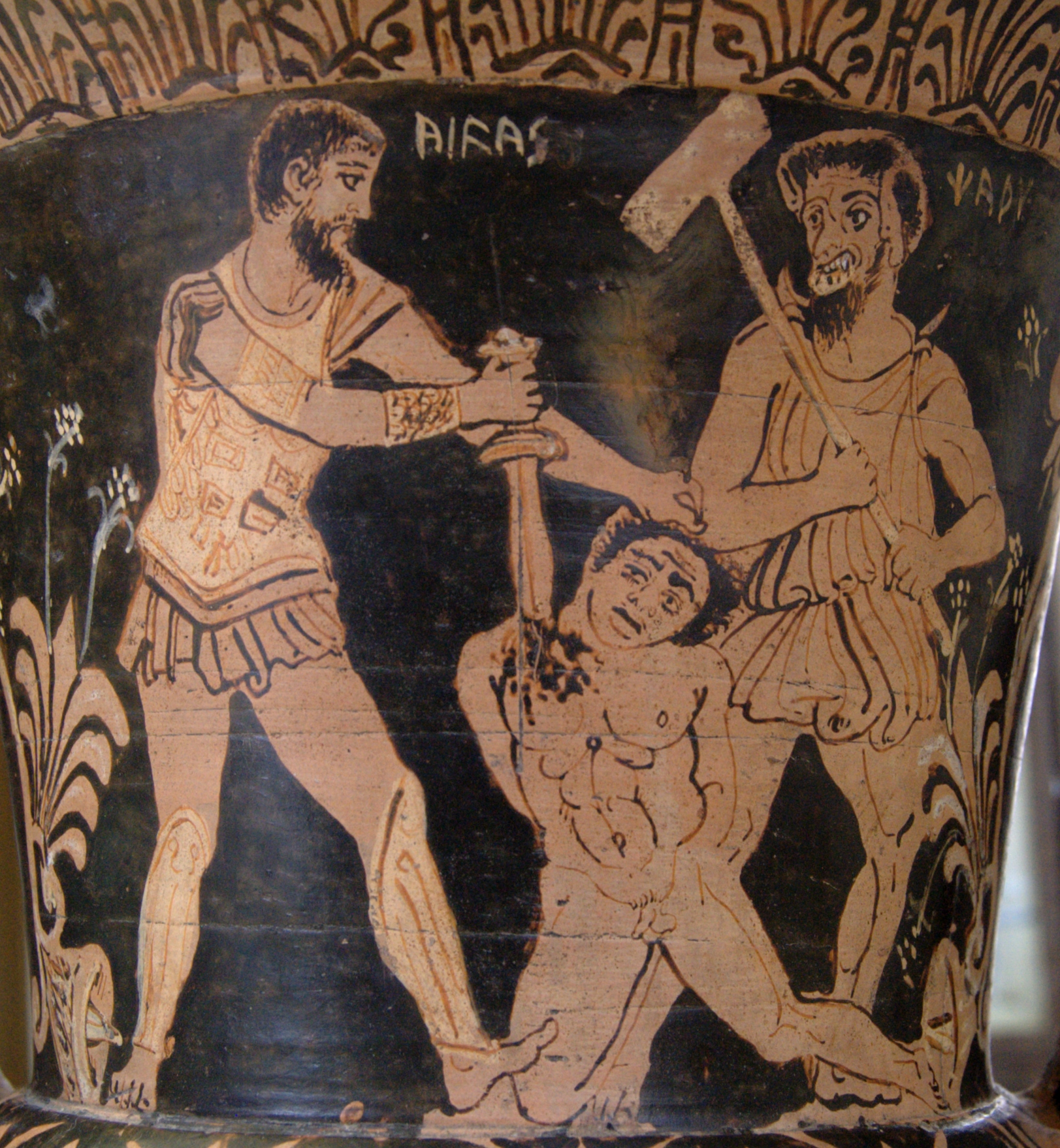
Червоноігурний вазопис, страта троянського полоненого у присутності Харона з молотом, кратер, 4 ст. до н. е., Археологічний музей, Флоренція

До похмурого образу Харона у першому столітті до н.е звернувся давньоримський поет Вергілій (Енеїда, книга шоста). За Вергілієм, Еней, міфічний засновник Рима, мав побачити підземне царство або пекло. Аби той мав можливість повернутися з підземного царства живим, йому надала чаклунську золоту гілочку сивіла з Кум. За іншою версією вона супроводжувала героя з чаклунською гілочкою.
Звертались до загрозливого персонажа і інші автори. Так, Сенека вивів Харона у власні трагедії Hercules Furens як неохайного старого з брудним плащем.
Театр не мав значної популярності у середовищі пересічних римлян. Куди більшим суперником театральних вистав були бої гладіаторів. І театрального персонажа перевели у бої гладіаторів. Актор могутньої статури із маскою Харона на обличчі і з молотом у руках з'являвся наприкінці бою як невблаганний посланець смерті. Важко пораненого і ще живого гладіатора Харон бив молотом по голові, остаточно припиняючи його життя і цим актом відправляв у царство мертвих.

## Обрані образи у мистецтві

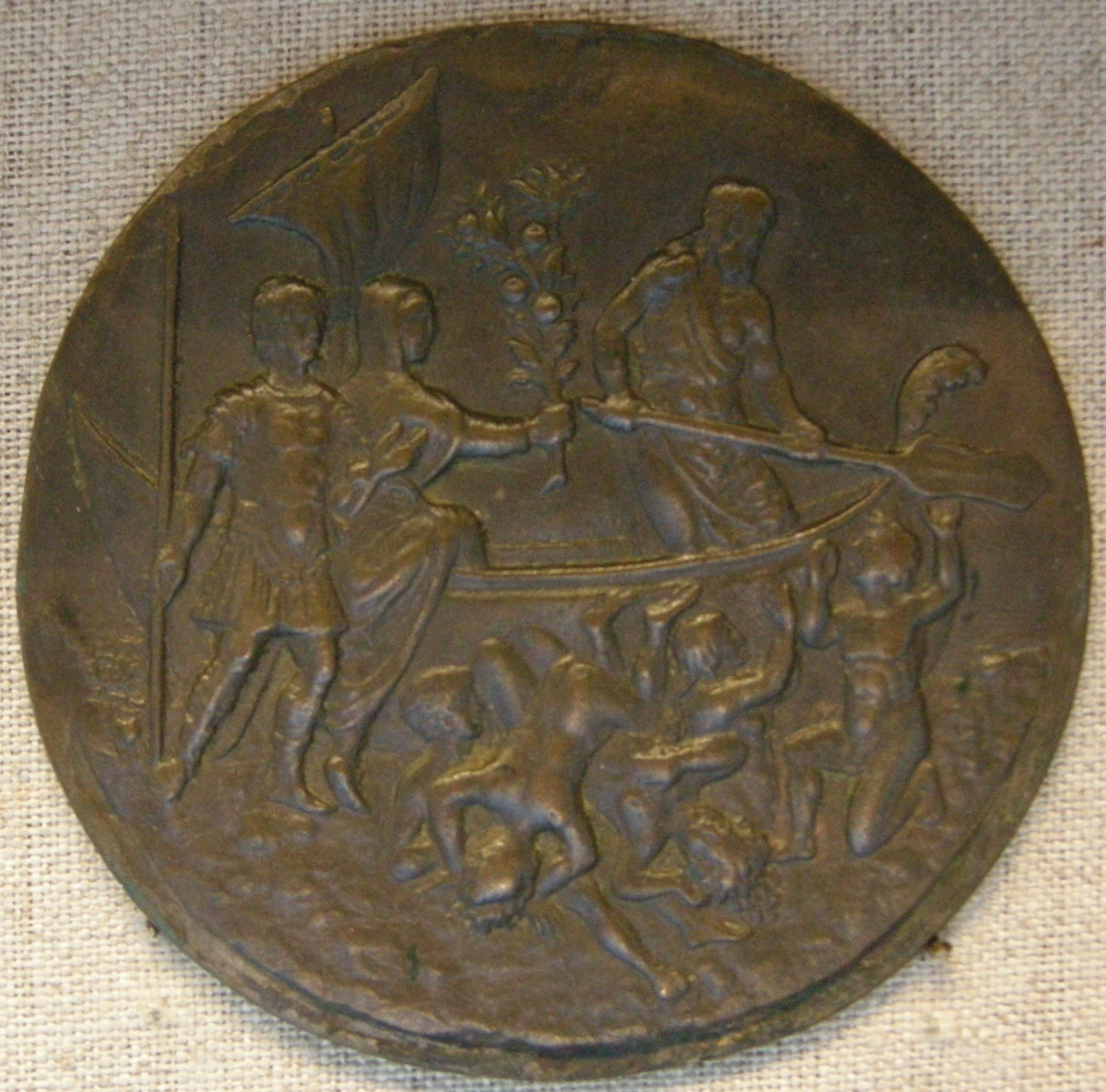
Майстер легенди про Орфея. Сивілла Кумська, Еней і перевізник Харон», 1500-1525 рр.
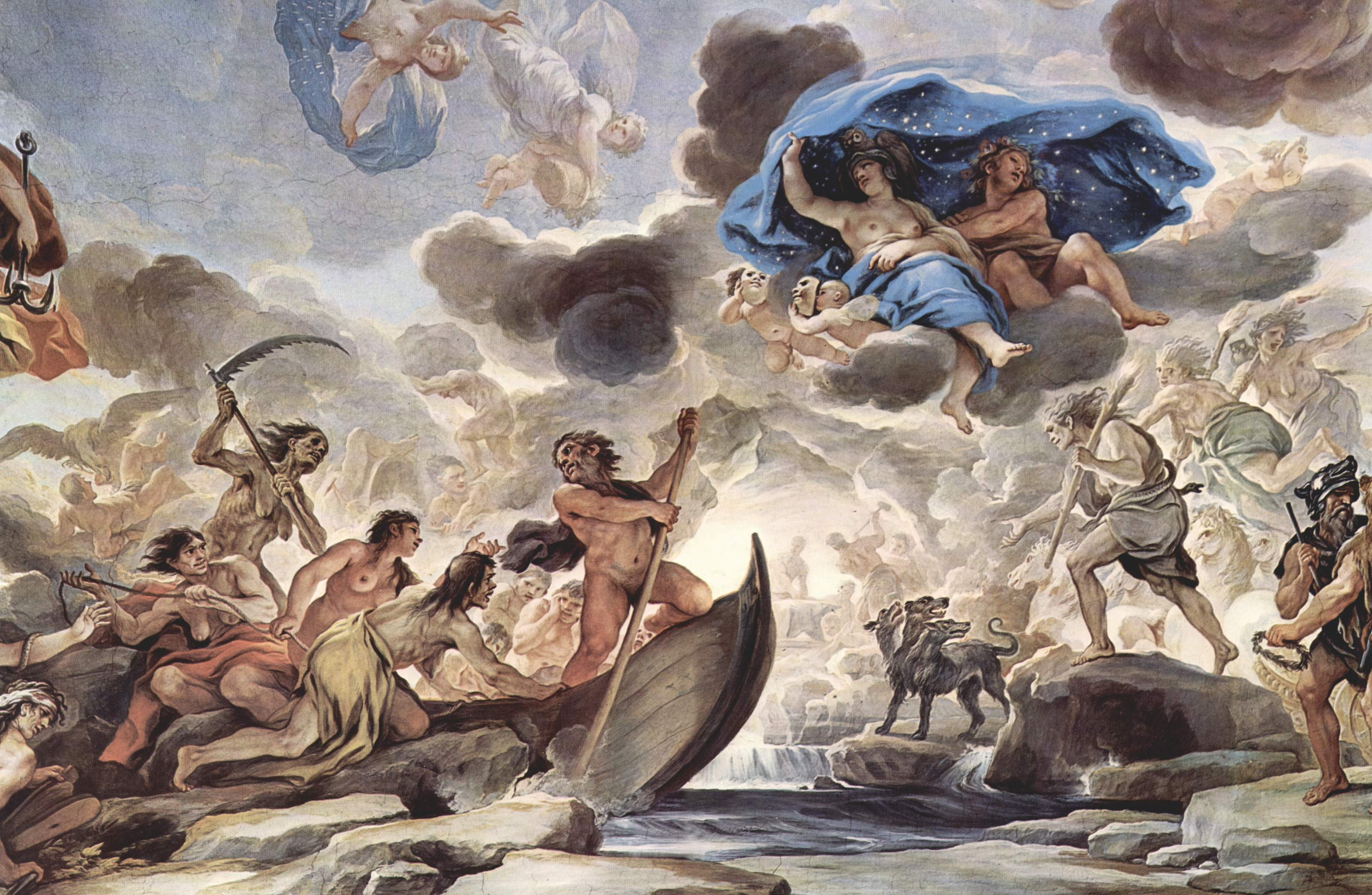
Лука Джордано. «Харон». Фреска, Палаццо Медічі-Рікарді, Флоренція.
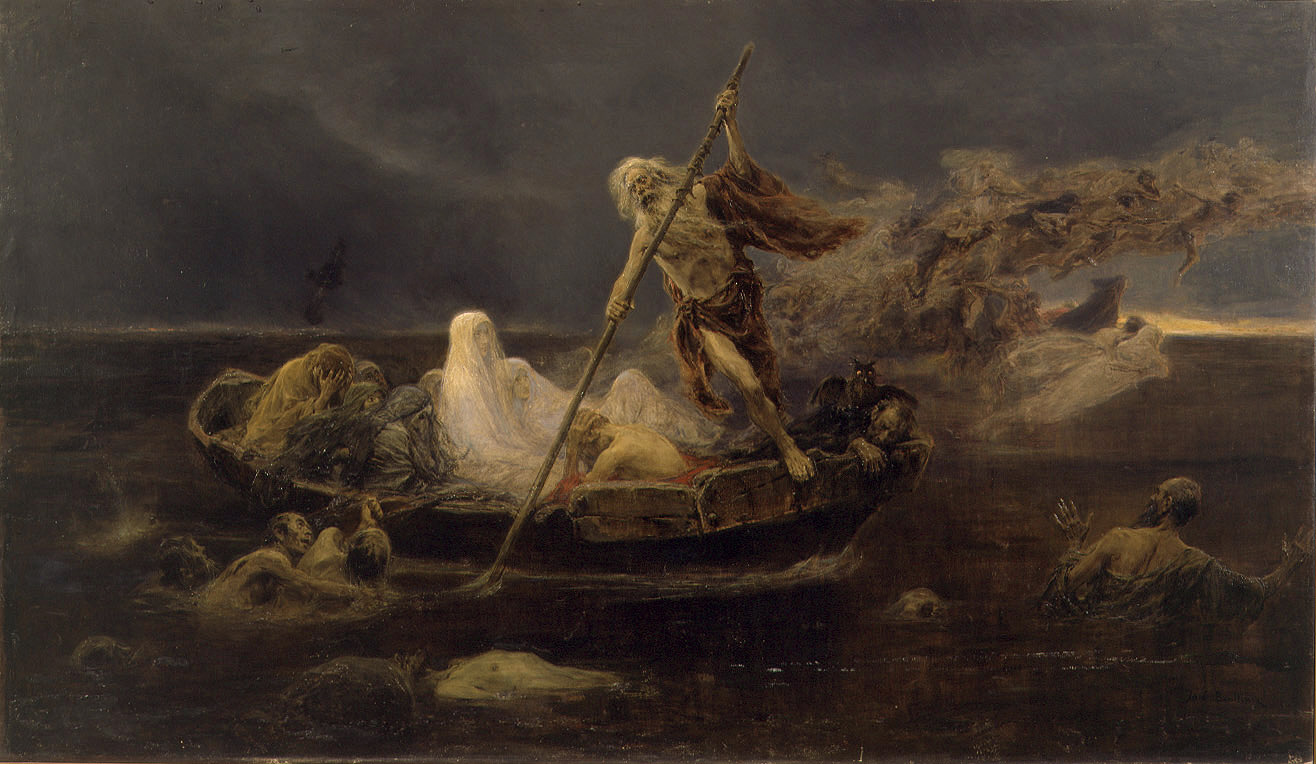
Хосе Венльєр і Гіл. «Харон».
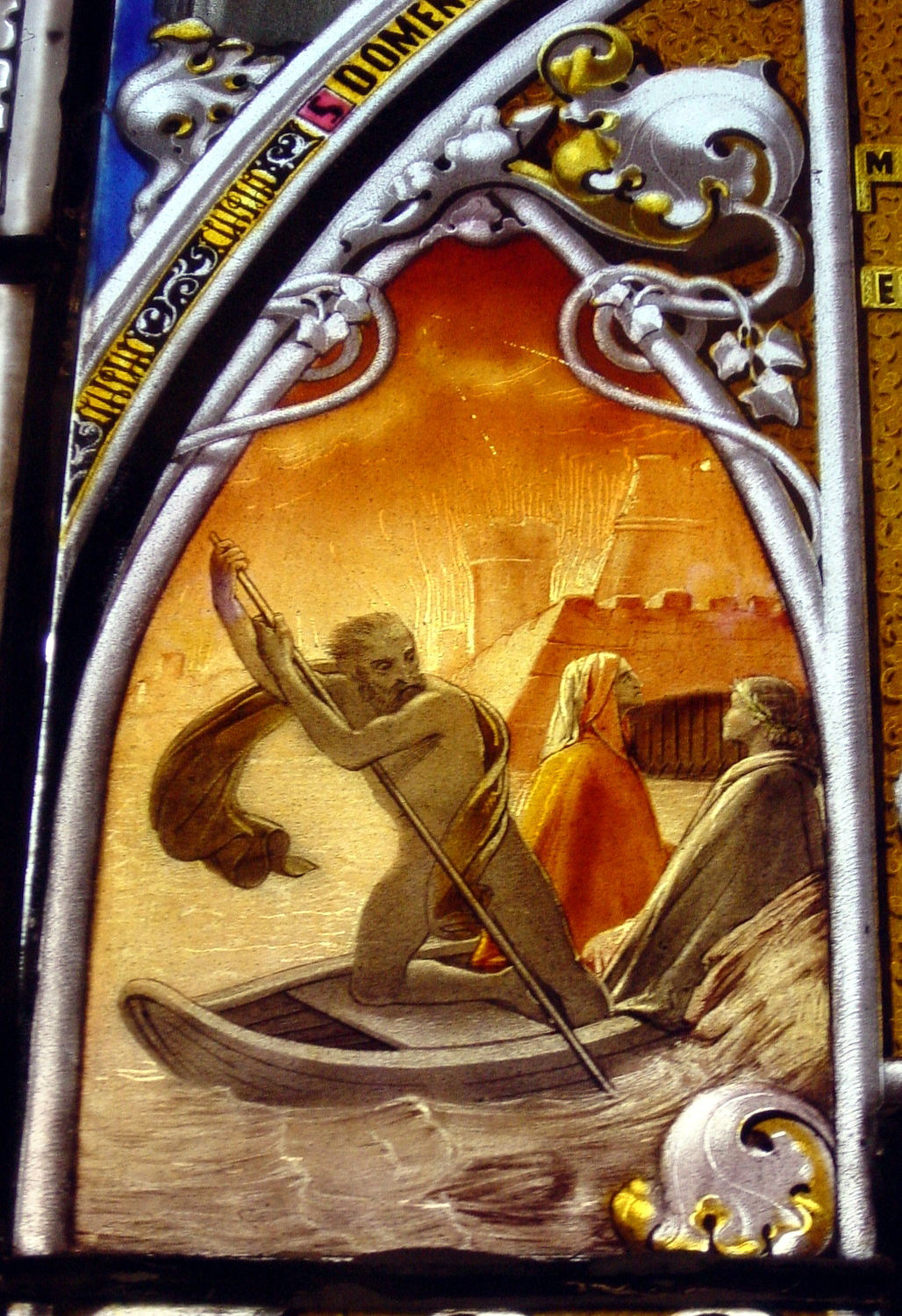
Деталь вітража 19 ст., Музей Польді-Пеццолі, Мілан
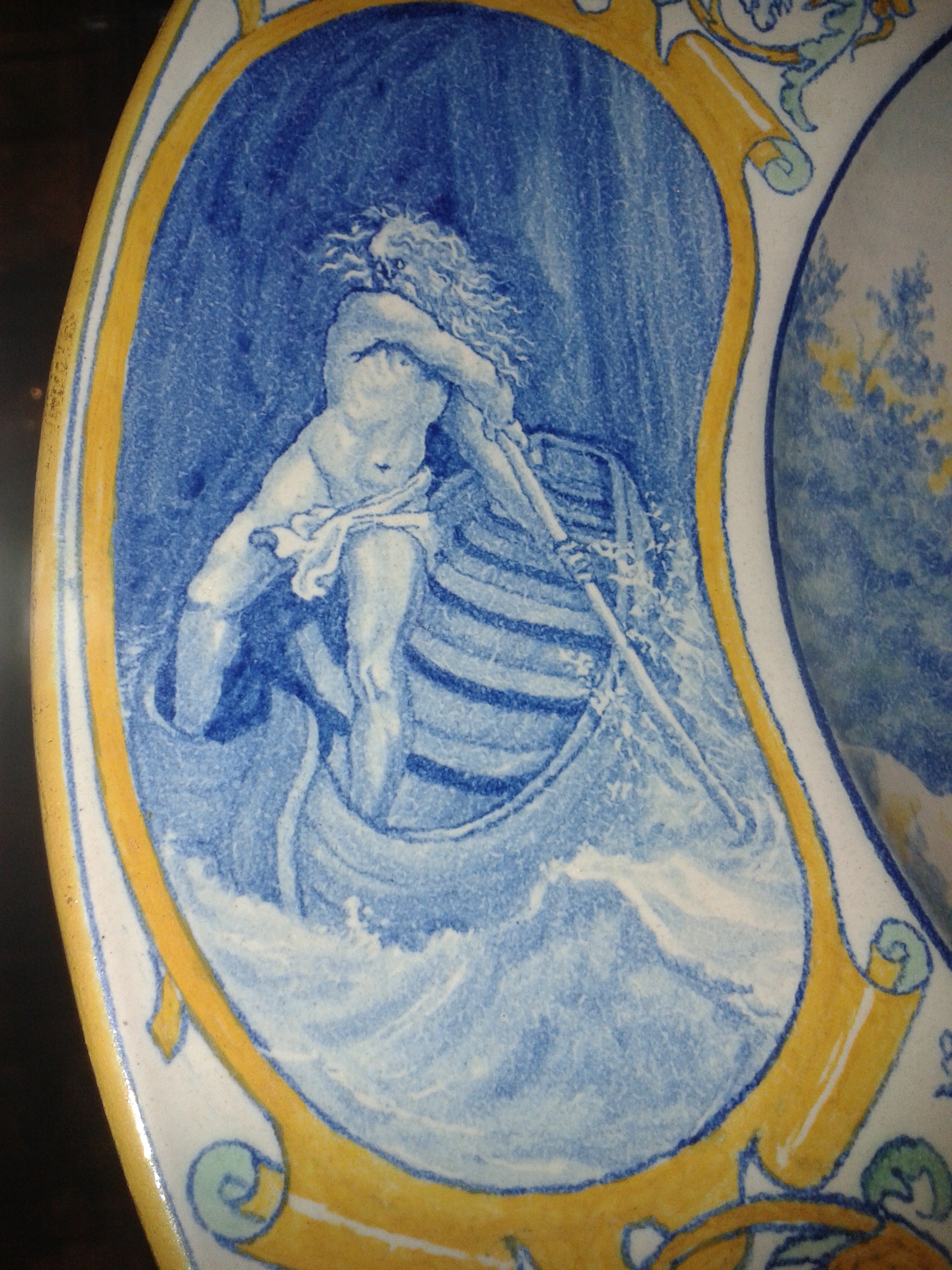
Таріль зі сценами Божественної комедії, Харон, деталь бордюра, місто Дерута, 1897 р.